# Embelia comorensis
Embelia comorensis är en viveväxtart som beskrevs av Carl Christian Mez. Embelia comorensis ingår i släktet Embelia och familjen viveväxter. Inga underarter finns listade i Catalogue of Life.